# Leopoldamys siporanus
Leopoldamys siporanus és una espècie de mamífer rosegador de la família dels múrids. És endèmica de l'arxipèlag de Mentawai (Indonèsia). Es tracta d'un animal arborícola. El seu hàbitat natural són les selves tropicals de plana. Està amenaçada per la desforestació. El seu nom específic, siporanus, significa ‘de Sipura’ en llatí.